# Sydney Olympic Park Athletic Centre
Sydney Olympic Park Athletic Centre – wielofunkcyjny stadion w Homebush, w aglomeracji Sydney. Został otwarty w 1994 roku. Może pomieścić 15 000 widzów, z czego 5000 miejsc jest siedzących. Obiekt położony jest tuż obok ANZ Stadium. W 1996 roku rozegrano na nim 6. edycję Mistrzostw Świata Juniorów w lekkiej atletyce.